# Jean Corston
Jean Ann Corston, född 5 maj 1942 i Kingston upon Hull, är en brittisk Labourpolitiker. Hon var parlamentsledamot för valkretsen Bristol East från 1992 till 2005, och blev därefter överhusledamot.